# Amnesia: A Machine for Pigs
Amnesia: A Machine for Pigs (nome in codice gameB) è un videogioco survival horror del 2013, sviluppato da The Chinese Room e prodotto da Frictional Games. Il gioco è un sequel indiretto di Amnesia: The Dark Descent, sviluppato e prodotto da Frictional Games.
Nel 2016 è uscita Amnesia: The Collection, sia per PC che per console, comprendente Amnesia: The Dark Descent, la sua espansione Amnesia: Justine (2011) e Amnesia: A Machine for Pigs.

## Trama
Ambientato nel 1899 alla vigilia di Capodanno (60 anni dopo The Dark Descent), il gioco segue Oswald Mandus, un ricco imprenditore, che è recentemente tornato da una disastrosa spedizione in Messico. Colpito dalla febbre, Mandus fa sogni frequenti su una macchina oscura finché non riprende conoscenza. Non sa che sono passati mesi e al risveglio sente i suoi figli che lo chiamano per trovarli.
Mandus esce dalla sua camera da letto per trovare i suoi figli. Durante la sua ricerca, la casa trema e Mandus sente una macchina ruggire sotto i suoi piedi. Riceve anche telefonate misteriose, che all'inizio sono criptiche, ma poi gli dicono che i suoi figli sono intrappolati nelle viscere della macchina, e per salvarli deve ripararla.
Scendendo nelle profondità, Mandus riacquista lentamente i suoi ricordi e incontra i mostruosi schiavi suini che pattugliano i corridoi e le passerelle. Quando Mandus finalmente riattiva la macchina, si rende conto di essere stato tradito; i suoi figli erano stati uccisi da lui prima che cadesse nella febbre, e la voce guida era l'altra metà della sua anima combinata con la macchina.
Ora completamente funzionante, la macchina scatena un esercito di maiali nelle strade di Londra, uccidendo tutti quelli che incontrano e mandandoli giù per alimentare il mostruoso appetito della macchina. Mandus, rendendosi conto di essere stato lui a creare la macchina, torna sottoterra per distruggerla una volta per tutte. La Macchina lo supplica di riconsiderare la questione, poiché rivela che Mandus ha ucciso i suoi figli dopo che gli è stata mostrata una visione della loro morte futura nella prima guerra mondiale: infatti durante la sua spedizione in Messico l’uomo aveva trovato una Sfera in un antico tempio Azteco, che gli diede una visione di tutte le guerre, genocidi e avvenimenti orribili che sarebbero avvenuti nel ventesimo secolo; e tutto ciò lo spinse a creare la Macchina. Successivamente perse la memoria a causa della febbre che lo ebbe colpito dopo essere tornato dalla spedizione. Ma Oswald si rende conto di non avere il diritto di prendere il destino dell'umanità nelle sue mani e nel suo ultimo atto di redenzione e colpa, disattiva la Macchina. Mentre il mondo entra nel ventesimo secolo, Mandus e la macchina giacciono morti sotto le strade di Londra.

## Modalità di gioco
A Machine for Pigs è un videogioco a tema survival horror con prospettiva in prima persona. Alcuni elementi caratteristici di The Dark Descent sono stati rimossi, lasciando spazio a elementi completamente nuovi, mentre pochi altri sono stati mantenuti. Decisione presa con l'intento di fornire una nuova esperienza di gioco anche ai giocatori veterani di The Dark Descent.
Rispetto a Daniel (protagonista di The Dark Descent) Mandus recupera la memoria progressivamente, annotando pensieri e ricordi nel suo diario personale. Non soffre di disturbi psichici, il che gli consente di guardare i mostri senza essere colto da deliri o attacchi di panico. Lo spostamento nell'oscurità richiede obbligatoriamente l'uso della lanterna (elettrica ed inesauribile), poiché non è possibile abituarsi al buio, aumentando notevolmente il senso di inquietudine proposto al giocatore. Inoltre non può interagire con tutti gli oggetti che ci sono intorno a sé ma solo con quelli necessari a proseguire. Tali oggetti devono essere trasportati manualmente (in assenza di un inventario dove depositarli) aumentando il realismo del gioco.

## Personaggi
- Oswald Mandus: Il personaggio principale del gioco, unico comandato dal giocatore e dal volto ignoto. È un ricco e facoltoso imprenditore, proprietario e filantropo, che si batte per applicare una riforma del lavoro minorile al fine di aumentare la produzione della sua fabbrica (Mandus CO. Meat Processing Factory), un gigantesco complesso industriale che ha creato lui stesso, il quale rifornisce di carne la città di Londra. Dopo un turbolento viaggio in Messico finito in tragedia, Mandus viene colpito da una terribile malattia e inizierà ad avere degli incubi su un mostruoso macchinario oscurato da un altare azteco. Dopo aver ripreso conoscenza ed essersi risvegliato nel suo letto, percepisce da qualche parte sotto di sé un motore che si avvia. Egli non ricorda niente a parte il proprio nome ed il fatto che i suoi figli hanno bisogno di lui. Mandus inizia quindi a cercarli disperatamente, guidato dalle loro improvvise apparizioni e voci, ma anche da un individuo misterioso, che gli parla attraverso i telefoni. Con il loro aiuto si addentrerà nei meandri della sua casa e nelle profondità della sua fabbrica, dove dovrà fare i conti con i suoi ricordi e la sua coscienza.
- Enoch ed Edwin Mandus: I figli di Oswald, sono fratelli gemelli. Aiuteranno il padre a trovarli e a scoprire la verità che si cela sotto la fabbrica. Hanno 10 anni e i capelli biondi.
- Lillibeth Mandus: La moglie di Oswald, morta prematuramente durante il parto 10 anni prima degli avvenimenti del gioco. Non si conosce quasi nulla di lei, a parte il fatto che Oswald l'amava molto e la chiama affettuosamente Lily.
- L'Ingegnere: L'antagonista principale del gioco, anima malvagia di Mandus e manovratore della macchina. Il suo vero nome non viene mai rivelato. Un individuo misterioso che insieme a Mandus pare essere affascinato ed attratto dall'ingegneria e dall'architettura meccaniche, in particolare da quelle della fabbrica. Parla con il protagonista attraverso i telefoni sparsi per la casa e la fabbrica di quest'ultimo, anche se alla fine gli parlerà solo attraverso degli altoparlanti. Proprio come i fratelli Mandus, guida Oswald verso le profondità del complesso industriale con i suoi suggerimenti e messaggi criptici, affinché il protagonista possa scoprire la verità e recuperare la memoria; egli infatti afferma durante una discussione telefonica con Mandus che i figli di quest'ultimo sono intrappolati all'interno della macchina e che Mandus deve farla ripartire per salvarli.
- Manpigs (letteralmente in italiano Porcuomini): Le creature che abitano le profondità della fabbrica di Mandus, dove svolgono il ruolo di forza lavoro. Sono mostri deformati e orripilanti, degli ibridi metà uomini e metà maiali. Sono stati creati grazie al Composto X, un particolare composto capace di facilitare la coesione tra cellule differenti (cioè quelle umane e quelle suine). La formula è stata sperimentata sugli esseri umani, alcuni dei quali sono morti, mentre altri, che sono riusciti a sopravvivere, sono degradati fino ad arrivare ad uno stadio suino-umanoide. La degradazione tuttavia non ha modificato solo il loro corpo ma anche la loro mente, rendendoli molto più istintivi, selvaggi, infantili, immorali e soprattutto disumani. Oltre agli uomini si è cercato di modificare geneticamente anche un cane, il quale però è impazzito ed è stato abbattuto.

Il Composto X, essendo dotato di un alto tasso di fotoreattività, li rende estremamente sensibili ad ogni fonte di luce, il che gli consente di braccare Mandus con più facilità e aggressività quando questi tiene la luce della lanterna accesa o si trova in prossimità di una lampada (Con conseguente malfunzionamento). I Porcuomini generalmente vivono nelle fondamenta della fabbrica, dove fa estremamente freddo, anche se alcuni di essi hanno sviluppato una resistenza alle temperature glaciali e si sono spostati verso l'alto, abituandosi al caldo. Sono stati confinati in stanze refrigerate in modo tale che la loro carne non si decomponga o si distrugga così velocemente come farebbe invece in un clima caldo. Sono comunque in grado di individuare Mandus senza che ci sia la luce e quando questo avviene emettono ripetutamente dei forti grugniti tipici dei maiali. Sono in grado camminare e di correre eretti su due zampe e conservano comunque una certa manualità tipicamente umana nell'utilizzare oggetti, maniglie o giocattoli.
- - Il primo tipo di Porcuomini sono i Wretch. Di tutte le creature incontrate, è il più comune ed appare in gran numero verso il climax del gioco. Durante le parti successive del gioco, il giocatore si imbatte in un nido di questi Porcuomini. I Wretch hanno un aspetto quadrupede e sono ricurvi, quasi gobbi. La testa e il corpo sembrano essere di origine suina, con fattezze e membra umane. Sono tutti crudelmente deformi e il loro corpo è tenuto insieme con cinghie di cuoio e cuciture. Sono i più simili alla forma umana rispetto agli altri ibridi. Il loro comportamento è quasi barbarico e allo stesso tempo infantile: Mandus infatti li incontra non solo quando lo stanno braccando, ma anche quando sono da soli e giocano (uno di essi può essere visto giocare con i mattoncini e sbatterli ripetutamente; un altro può essere visto nell'angolo lontano di una cella e se ci si avvicina si quest'ultimo caricherà contro Mandus per poi solo scivolare e cadere). Vivono soprattutto nella chiesa e nei livelli alti della fabbrica, anche se in seguito li si potrà incontrare anche per le strade della città. Non sempre riescono ad individuare Mandus quando questi è nascosto nel buio.
  - Il secondo tipo sono gli Engineer, una controparte più robusta, grassa e forzuta dei Wretch. Si incontrano verso la metà/fine del gioco. Si comportano come dei soldati di fanteria, sequestrando i cittadini di Londra. Sembrano essere dei maiali mutati in uomini con tubazioni metalliche che fuoriescono dal braccio destro e dalla schiena. Il loro corpo è quasi completamente ricoperto da vestiti di cuoio e hanno una piastra di metallo posta sopra l'occhio destro ed una protuberanza di ferro spigolosa sulla mano, con la quale attaccano Mandus. Camminano e corrono sia con due zampe che con quattro. Sono molto più veloci, forti e sensibili alla luce rispetto ai Wretch e sono in grado di individuare Mandus anche nella più profonda oscurità.
- Tesla: Il penultimo boss del gioco, estremamente potente. Lo si incontra solo due volte, verso la fine del gioco. Si tratta di un Porcuomo il quale è stato così soggetto alle iniezioni di Composto X da diventare pazzo, facendolo baluginare dentro e fuori dall'esistenza. A quanto pare è in grado di assorbire l'energia elettrica e di spostarsi grazie ad essa; ciò lo rende un nemico difficile da individuare, dal momento che compare e scompare di continuo. Costituisce l'ostacolo da superare più grande del gioco ed è in grado di uccidere Mandus con soli due colpi. Appare come un gigantesco e mostruoso maiale mutato, capace di camminare e di correre sia da bipede che da quadrupede, come gli Engineer. Inoltre il suo corpo è quasi completamente ricoperto di dispositivi elettrici perennemente accesi. I creatori del gioco hanno dichiarato che Tesla si teletrasporta tra il nostro mondo ed un altro mondo, anche se non si sa quale sia.
- Esperimenti falliti: Creature composte da energia estremamente veloci che vivono nelle acque delle fognature. Sono degli esperimenti falliti, creati involontariamente durante la ricerca sulla somministrazione in parti uguali tra il "Brennenburg Infusion Vitae" e il fluido "Orgone Monad Disperal". Questi composti creano il Composto X che deve essere somministrato endovena all'interno dell'organismo da "animare". La mancata somministrazione in parti uguali di questi due elementi non permette la coesione tra le cellule animali e umane, creando così delle "animazioni" senza forma fisica (15 luglio 1899). Questi esperimenti falliti, grazie alla loro forma inesistente, riescono a viaggiare tra il mondo umano e un altro sconosciuto. Sono le stesse creature che avrebbero dato vita a Tesla, infatti come quest'ultimo, possono essere individuati grazie al fatto che emettono delle scariche elettriche. Sono molto più pericolosi dei Kaernk di The Dark Descent, dal momento che riescono a vedere ed inseguire Mandus anche se quest'ultimo non si trova in acqua e possono ucciderlo con pochi colpi

## Colonna sonora
Le canzoni della colonna sonora sono state scritte da Jessica Curry e composte da quest'ultima insieme a Joanna Forbes l'Estrange, Oscar Pinchbeck e Jonathan Byers; la canzone When I Was a Laddy è stata scritta e composta dai Cameron Clegg and the Lardons insieme a Glen Capra. L'album è stato registrato al Middle Street Studio di Portsmouth da Philip Thompson ed al The Square di Londra da Jarrad Hearman.
1. This Dawning Epoch - 00:10
2. New Year's Eve - 01:56
3. Mandus Awakes - 01:08
4. Fever Dream - 00:27
5. From Tide to Spine - 02:10
6. The Children - 00:50
7. In Lily's Honour - 00:52
8. Acquisitions - 00:36
9. Empty Cots - 00:24
10. These Hands Are Bleeding - 02:06
11. Recital - 00:55
12. Compound X - 01:29
13. Ahead to Still Waters - 02:06
14. Paper Soul - 00:06
15. The Descent Begins - 02:10
16. Edwin and Enoch - 00:49
17. The Factory Gates - 01:18
18. Nest of Eggs - 01:59
19. The Flood - 02:11
20. We Are the Pig - 00:32
21. The Church - 01:33
22. Lily - 00:53
23. Music of the Spheres - 01:01
24. Feeding in the Dark - 00:41
25. The Alley - 01:20
26. Bilge Pump - 02:12
27. Lifting the Veil - 01:03
28. Set them Free - 00:08
29. Mors Praematura - 01:37
30. I Want My Children - 00:14

1. The Streets of London - 00:22
2. Downward Ever - 00:49
3. The Stoking - 02:05
4. Christ Have Mercy - 00:41
5. Mandus Descending Amongst the Spirits - 00:49
6. My Work is Begun - 00:44
7. This Leaking World - 00:55
8. Clockwork Soul - 03:05
9. Ever Mine - 00:52
10. Can You See Us Daddy? - 01:47
11. Mandus - 01:35
12. Only to Save You - 00:24
13. Dieses Herz - 02:33
14. The New Century - 01:52
15. I Breathe Again - 00:27
16. A Machine for Pigs - 00:41
17. A Child's Shadow - 01:35
18. The New Century Dawns - 01:52
19. When I was a Laddy - 02:48
20. This Little Piggy - 01:19
21. This Heart - 01:10

## Sviluppo, data d'uscita e distribuzione
La software house The Chinese Room è lo sviluppatore del gioco, mentre Frictional Games, la quale ha creato il primo Amnesia, è il produttore esecutivo e si è occupata del polishing e del bug testing.
Il 16 agosto 2013 Frictional Games e The Chinese Room annunciano la data d'uscita ufficiale del titolo, fissata per il 10 settembre 2013.
Sempre a partire dal 16 agosto 2013, è possibile prenotare il gioco su Moddb, Desura e Steam.